# Mathias Énard
Mathias Énard (Niort, 11 gennaio 1972) è uno scrittore e traduttore francese.
È il vincitore del premio Goncourt 2015 con il romanzo Boussole.

## Biografia
Mathias Énard, dopo essersi formato in storia dell'arte all'École du Louvre, studia arabo e persiano all'INALCO. Dopo lunghi soggiorni in Medio Oriente, nel 2000 si stabilisce a Barcellona, dove collabora a diverse riviste culturali e traduce due opere, una dal persiano e l'altra dall'arabo. Fa altresì parte del comitato di redazione della rivista Inculte a Parigi e, nel 2010, insegna l'arabo all'università autonoma di Barcellona.
Pubblica nel 2010 un breve racconto, Parle-leur de batailles, de rois et d'éléphants, su un episodio fittizio della vita di Michelangelo, un viaggio a Costantinopoli, dove sbarca il 13 maggio 1506, invitato dal sultano Bayezid II . Lo scopo di questo breve testo narrativo è quello di mostrare la Costantinopoli tollerante ed europea, che aveva saputo accogliere gli ebrei cacciati dalla Spagna dai re cattolici.
Nel 2015, si è visto assegnare il premio Goncourt per il romanzo Boussole che parla della visione dell'Oriente da parte dell'Occidente. Boussole è la vicenda di un musicologo che vive barricato nel proprio appartamento viennese. Un giorno l'uomo viene a sapere di essere gravemente malato. Durante la notte, insonne, rivive i giorni trascorsi in Siria, a Palmira e Aleppo, e l'amore per una collega orientalista francese, Sarah.
Il 17 giugno 2017, Mathias Énard vince il Premio Gregor von Rezzori per la narrativa con il romanzo Bussola (Boussole) e l'anno successivo viene insignito del Premio letterario Konrad-Adenauer-Stiftung.

## Opere
- La perfezione del tiro (La Perfection du tir, Actes Sud, Arles, 2003; rééd. Babel, Actes Sud, n°903, 2008), traduzione di Yasmina Mélaouah, Collana Dal mondo - Francia, Roma, E/o, 2018, ISBN 978-88-335-7001-3.
- (FR) Remonter l’Orénoque, Arles, Actes Sud, 2005.
- Breviario per aspiranti terroristi (Bréviaire des artificiers, Éditions Verticales/Gallimard, 2007), traduzione di Alice Volpi, illustrazioni di Pierre Marquès, Collana Gog n. 5, Milano, Nutrimenti, 2009, ISBN 978-88-95842-36-3.
- Zona (Zone, Actes Sud, 2008; rééd. Babel, Actes Sud, n° 1020, 2010), traduzione di Yasmina Mélaouah, Collana La Scala, Milano, Rizzoli, 2011, ISBN 978-88-17-04216-1.
- Parlami di battaglie, di re e di elefanti (Parle-leur de batailles, de rois et d'éléphants, Actes Sud, 2010; rééd. Babel, Actes Sud, n° 1153, 2013), traduzione di Yasmina Mélaouah, Collana La Scala, Milano, Rizzoli, 2013, ISBN 978-88-17-06357-9.
- L'alcol e la nostalgia (L'Alcool et la Nostalgie, Éditions Inculte, 2011; rééd. Babel, Actes Sud, n° 1111, 2012), traduzione di Yasmina Mélaouah, Collana Assolo, Roma, E/o, 2017, ISBN 978-88-6632-892-6.
- Via dei ladri (Rue des voleurs, Actes Sud, 2012), traduzione di Yasmina Mélaouah, Collana La Scala, Milano, Rizzoli, 2014, ISBN 978-88-17-07215-1.
- (FR) Tout sera oublié, illustrazioni di Pierre Marquès, Actes Sud, 2013, ISBN 978-2-330-01808-5.
- Bussola (Boussole, Actes Sud, 2015), traduzione di Yasmina Mélaouah, Collana Dal mondo - Francia, Roma, E/o, 2016, ISBN 978-88-6632-791-2.
- Ultimo discorso alla Società proustiana di Barcellona (Dernière communication à la société proustienne de Barcelone, Éditions Inculte, 2016), traduzione di Lorenzo Alunni, Francesco Targhetta, Collana Assolo, Roma, E/o, 2020, ISBN 978-88-335-7219-2.
- (FR) Désir pour désir, RMN, 2018, ISBN 978-2711870981.
- (FR) Prendre refuge, Casterman, 2018, ISBN 9782203148611.
- Il banchetto annuale della confraternita dei becchini (Le Banquet annuel de la confrérie des fossoyeurs, Actes Sud, 2020), traduzione di Yasmina Mélaouah, Collana Dal mondo, Roma, E/o, 2021, ISBN 978-88-335-7408-0.
- Disertare (Déserter, Actes Sud, 2023), traduzione di Yasmina Mélaouah, Collana Dal mondo, Roma, E/o, 2025, ISBN 978-88-335-7855-2.
- 2024: Mélancole des confins : Nord, éditions Actes Sud, Arles 2024, ISBN 978-2-330-196950.[5]

## Adattamenti cinematografici delle sue opere
- À cœur ouvert, film francese di Marion Laine, 2012, adattato dal romanzo Remonter l'Orénoque (2005).